# Grenmarsoxel
Grenmarsoxel (Sorbus subpinnata) är en rosväxtart som beskrevs av Teodor Hedlund. Enligt Catalogue of Life och Dyntaxa ingår Grenmarsoxel i släktet oxlar och familjen rosväxter. Arten har ej påträffats i Sverige. Inga underarter finns listade i Catalogue of Life.